# De Jonge Dirk
De Jonge Dirk is een kleine molen gelegen in het Westzijderveld te Westzaan op een stuk land ten oosten van de Gouw en ten noorden van de Weelsloot.
De molen begon in 1908 zijn leven als Het Indiës Welvaren aan het Blauwe Pad in Zaandam als specerijenmolen. Na zijn productieve periode werd de molen in 1959 na grondige restauratie overgeplaatst naar Westzaan alwaar hij tegenwoordig als De Jonge Dirk op vrijwillige basis draait. Er bestaat in de molen mogelijkheid tot het scheppen van papier, net zoals bij haar grote broer aan de overkant, molen De Schoolmeester. In 1983 is het schuurtje aan de westkant aangebouwd.
In de molen bevinden zich behalve machines om papier te vervaardigen, ook andere werktuigen.
Naast De Jonge Dirk staat het kleine wipmolentje De Zwaan. Dit molentje dat evenals zijn buurman een bewogen geschiedenis kent is na stormschade in 2004 geheel herbouwd. Beide molens liggen op een eilandje en zijn uitsluitend over water te bereiken.
Na het onverwachte overlijden van molenaar/eigenaar Hessel de Vries op 30 december 2013 stonden beide molens, De Jonge Dirk en De Zwaan, enige tijd stil. Op 8 mei 2014 hebben de nabestaanden van Hessel het molentje officieel overgedragen aan Vereniging De Zaansche Molen. Inmiddels is een nieuwe maalploeg samengesteld, de leden van de maalploeg stellen het molentje zeer regelmatig in bedrijf. De molen is op afspraak te bezichtigen.

## Foto's

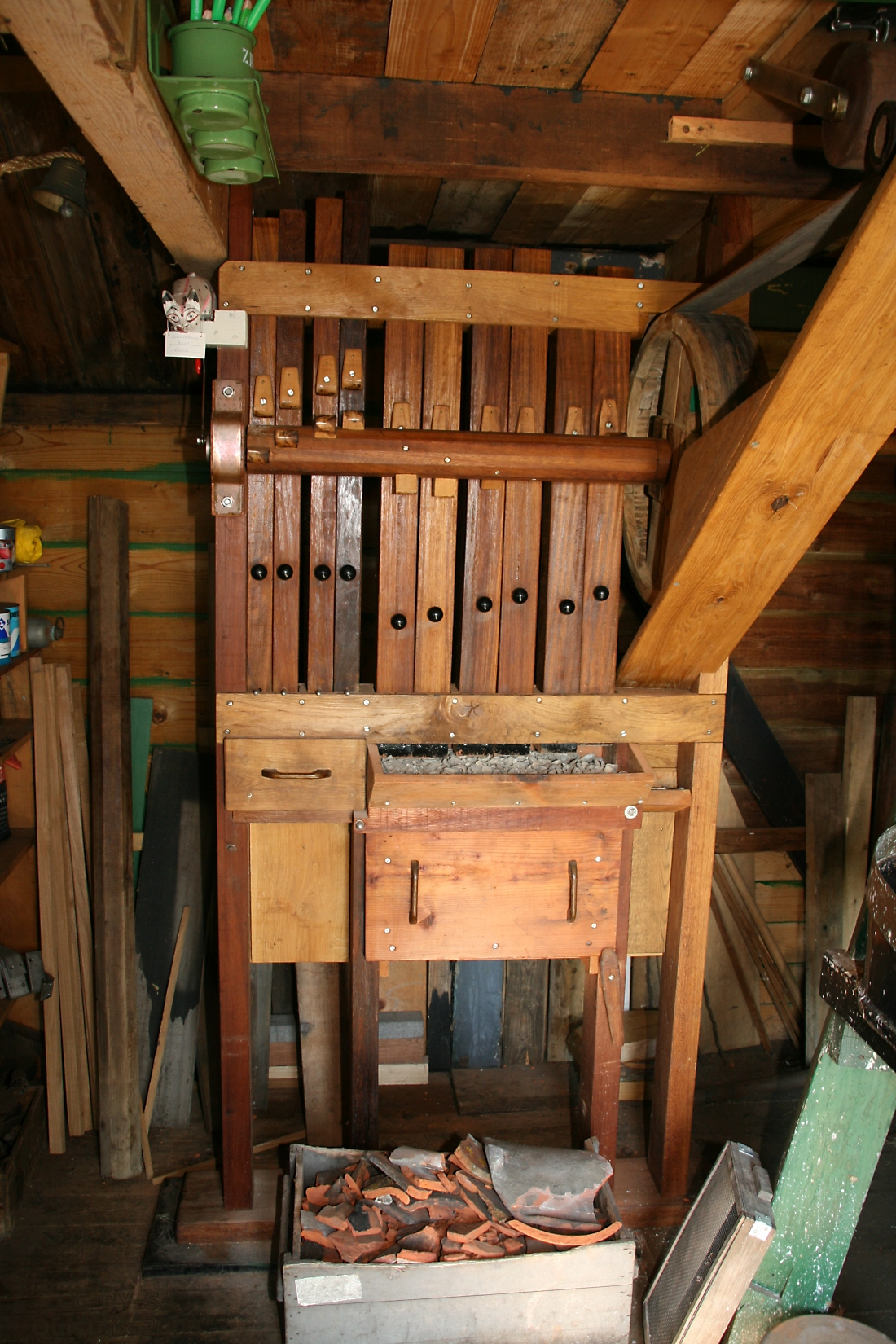
kapperij
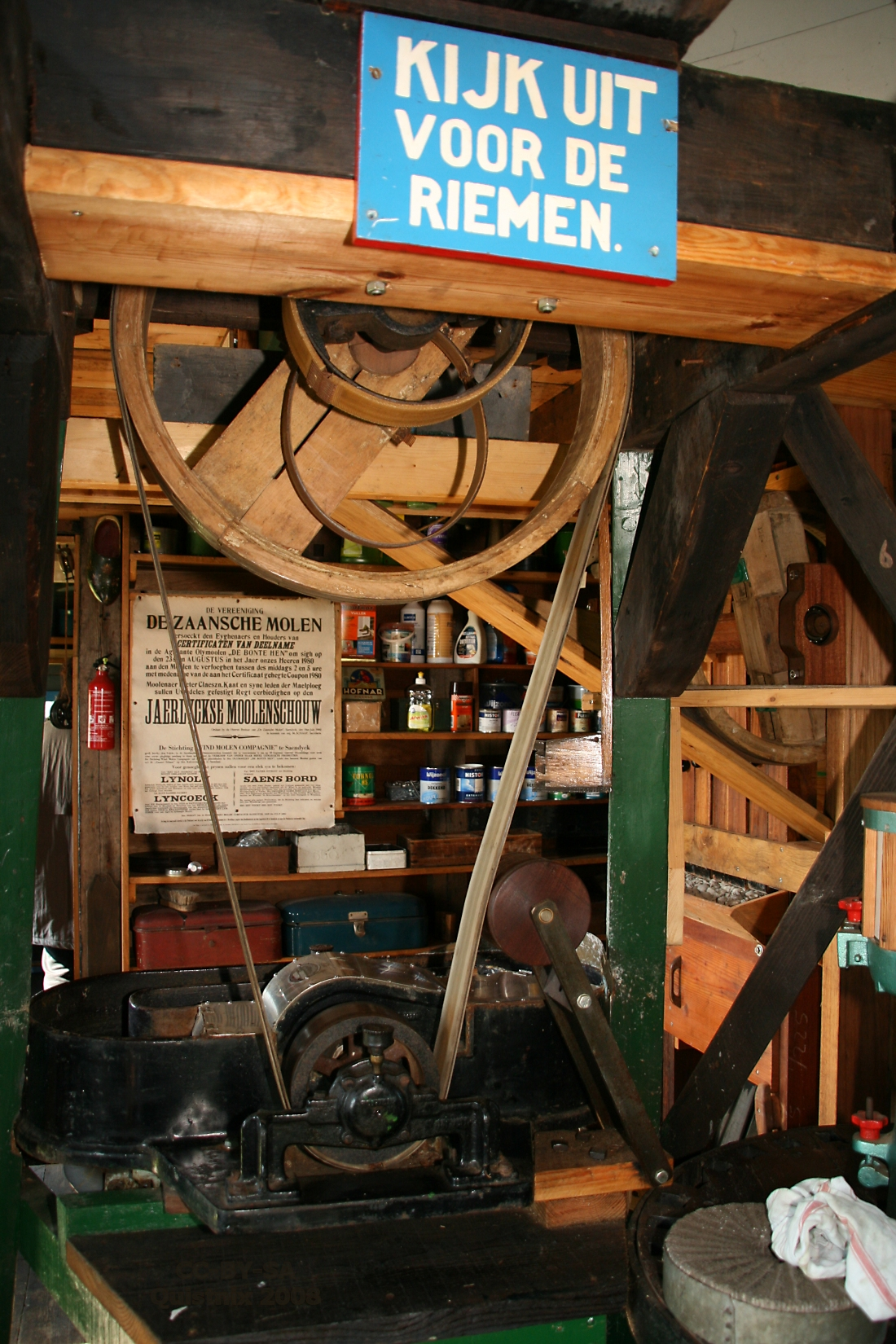
maalbak of hollander